# Danh sách liên hoan phim
Danh sách liên hoan phim trên thế giới, theo lục địa và quốc gia:

## Châu Phi
- Burkina Faso
- Kenya
- Nam Phi
- Tunisia

## Châu Á
- Ấn Độ
- Các Tiểu Vương quốc Ả Rập Thống nhất
- Hàn Quốc
- Indonesia
- Iran(Persia)
- Israel
- Nepal
- Nhật Bản
- Nga
- Pakistan
- Philippines
- Singapore
- Thái Lan
- Triều Tiên
- Trung Quốc

## Châu Âu
- Anh
- Áo
- Ba Lan
- Bỉ
- Bosna và Hercegovina
- Croatia
- Đan Mạch
- Đức
- Estonia
- Hà Lan
- Hungary
- Hy Lạp
- Ireland
- Latvia
- Liva
- Monaco
- Na Uy
- Nga
- Phần Lan
- Pháp
- Cộng hòa Séc
- Serbia&Montenegro
- Tây Ban Nha
- Thổ Nhĩ Kỳ
- Thụy Điển
- Thụy Sĩ
- Ý

## Bắc và Trung Mỹ
- Canada
- Mexico
- Mỹ

## Châu Đại Dương
- New Zealand
- Úc

## Nam Mỹ
- Argentina
- Brasil

## Liên hoan phim của người Việt
- Liên hoan phim Việt Nam
- Đại hội Điện ảnh Việt Nam Quốc tế